# Rafael Quispe
Rafael Arcángel Quispe Flores (Coro Coro, La Paz, Bolivia; 24 de octubre de 1969) conocido también como Tata Quispe, es un político aimara boliviano. Fue diputado suplente en la Asamblea Legislativa Plurinacional por la alianza Unidad Demócrata desde el 23 de enero de 2015 hasta el 26 de noviembre de 2019 en representación del departamento de La Paz. Posteriormente ocupó el cargo de director general del Fondo de Desarrollo Indígena durante el gobierno de Jeanine Añez.

## Biografía
Rafael Quispe nació el 24 de octubre de 1969 en el ayllu Sicuypata, de la marka Caquingora, del suyu Pakajaqi, en lo que actualmente es el Municipio de Coro Coro ubicado en la Provincia Pacajes del Departamento de La Paz.
Su trayectoria iniciada en el área rural, le abrió nuevos horizontes de Mallku de Marka, Mallku de Suyu y fue elegido ejecutivo del Consejo Nacional de Ayllus y Markas del Qullasuyu (Conamaq).
En febrero de 2014 declaró que “un indio va a sacar a otro indio”, tras firmar un pacto con el Frente Amplio de Samuel Doria Medina, quien pretendía postularse a la elección primaria del Frente y, tras ganarla, decía, ser el candidato que enfrentara a Evo Morales. La acción fue muy criticada por leales a Morales y el máximo dirigente del CONAMAQ, Hilarión Mamani, rechazó la acción y aseguró que Quispe “no tiene moral para hablar a nombre de los campesinos”.

### Denuncias

#### Desfalco al Fondo Indígena
En marzo de 2014, Quispe informó que la entonces Secretaria Ejecutiva de la Federación de Mujeres Campesinas Bartolina Sisa de La Paz, Felipa Huanca, fue parte de la malversación de miles de millones de dólares del Fondo Indígena.
A partir de ahí, ocho organizaciones campesinas leales al presidente boliviano, Evo Morales, empezaron a ser investigadas por la justicia por la defraudación de unos 10 millones 200 mil dólares destinados a proyectos sociales.

“Todos los responsables tienen que rendir cuentas con facturas y recibos de cómo se gastó el dinero que supuestamente era para los indígenas”
Rafael Quispe

Después de que Juanita Ancieta devolviera más de 5 millones de bolivianos del Fondo Indígena al Tesoro General de la Nación, Quispe pediría la detención de la máxima dirigente de la Confederación de Mujeres Campesinas Bartolina Sisa, porque según él al devolver los más de 5 millones de bolivianos del Fondo Indígena, reconoció que recibió recursos públicos del Fondo en sus cuentas privadas.
El millonario desfalco al Fondo Indígena denunciado por Quispe fue uno de los hechos de corrupción más sonados en el gobierno de Morales, en sus 14 años ininterrumpidos. La Fiscalía no recuperó el dinero ni dio con los responsables. El caso quedó congelado desde la aprehensión y detención preventiva de Nemesia Achacollo, exministra de Desarrollo Rural y expresidenta del Directorio del Fondo Indígena, ahora con detención domiciliaria. Otra ministra del área Julia Ramos (MAS) fue encarcelada.
Por denunciar a Huanca, dentro del caso de corrupción, Quispe fue denunciado por “acoso político” y violencia contra la mujer, su juicio oral empezaría en febrero del 2018. Huanca cifró que fueron entre 18 y 20 las ocasiones que Quispe no asistió al juicio cuando fue convocado.
Otro de sus escándalos fue la red de lenocinios y bares del cual es dueño en la ciudad de El Alto, donde se encontraron niñas que estaban desaparecidas, las cuales  eran prostituidas. El legislador fue detenido el 17 de mayo de 2018 en inmediaciones de los juzgados de La Paz. Terminó aprehendido tras no asistir por sexta ocasión a la convocatoria hecha por el Tribunal de Justicia para su audiencia de juicio oral por este caso. El diputado cumplió arraigo y tuvo que presentar a dos garantes. Asimismo, debió asistir a la Fiscalía cada 15 días para registrarse en un sistema biométrico. Quispe quedó prohibido de acercarse a Huanca y se le prohibió referirse a ella en ningún espacio o medio público. El 17 de octubre de 2019, se emitiría una orden de aprehensión contra Quispe por supuestamente no asistir a tres audiencias del juicio.

#### Edwin Blanco
Rafael Quispe, presentó una denuncia penal contra el fiscal departamental de La Paz, Edwin Blanco, por haber incurrido presuntamente en los delitos de uso indebido de influencias, violencia psicológica y acoso sexual en contra de su secretaria, a quien, según el legislador, también la embarazó. De acuerdo a la denuncia del legislador, el Fiscal posteriormente apartó de su cargo a la víctima, pero el acoso continuó e incluso existirían testigos del hecho al interior del propio Ministerio Público. Finalmente, según Quispe, la funcionaria que resultó embarazada y en fecha 30 de julio de 2017 tuvo al niño E.B.M., que además fue registrado en una oficialía de registro civil.
Tiempo después Quispe se presentaría a declarar por presunto uso indebido de influencias, cuando terminó su comparecencia el fiscal ordenó que fuera aprehendido y trasladado a las celdas de la Felcc en la sede de Gobierno. Quispe denunció que fue aprehendido por represalias del fiscal departamental de La Paz, Edwin Blanco, a quien acusó por hechos de violencia y de no tener los méritos suficientes para asumir el cargo de fiscal de distrito.

### Candidatura a gobernador
Rafael Quispe fue presentado como candidato a gobernador por La Paz, por la alianza Por el Bien Común - Somos Pueblo (PBCSP), alianza confomada por el Movimiento Demócrata Social (MDS) y la Nueva Opción Social (NOS), cuando no aún estaban fijadas la fecha para las elecciones subnacionales de 2020, sin embargo se efectuó en el marco del plazo para la presentación de alianzas que concluía el 30 de septiembre.
Quispe señaló que sería “lindo” que se permita la postulación sin partidos políticos, pero se necesita de organizaciones políticas para entrar en las elecciones. Dijo que se animó a ser candidato por el respaldo que recibe cuando visita diferentes regiones del departamento.

### Director del Fondo Indígena

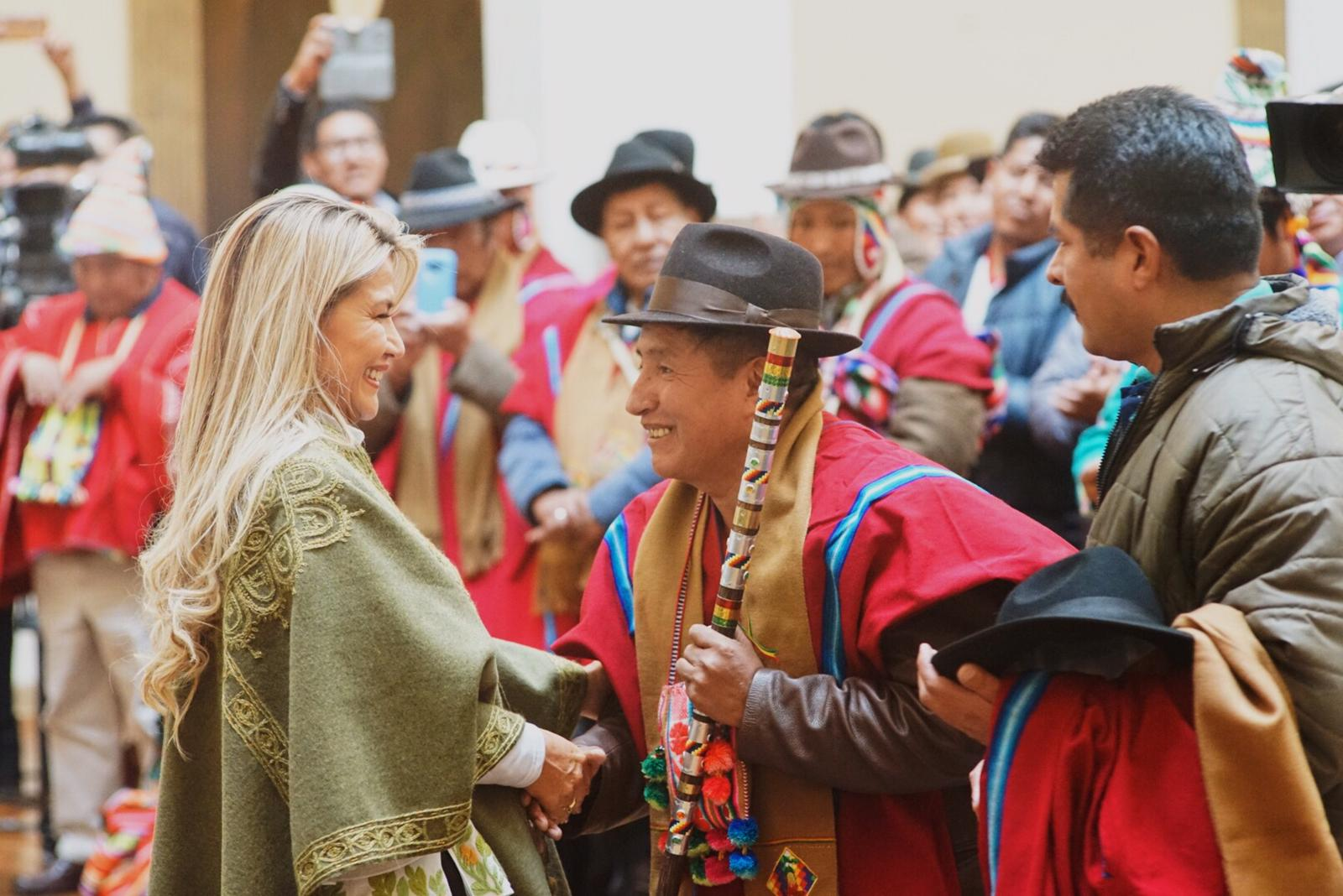
Rafael Quispe, durante su posesión como Director del Fondo Indigena junto a Jeanine Añez.

El 26 de noviembre de 2019, fue designado por Jeanine Áñez como director general del Fondo de Desarrollo Indígena.
El 8 de mayo de 2020 la ministra de Desarrollo Rural y Tierras Eliane Capobianco anunció su destitución en el puesto siendo sustituido por Germán Huanca, entonces viceministro de Planificación. Quispe declaró que nadie le comunicó su cese.

## Otras denuncias
El 8 de octubre de 2015, la diputada titular del partido de Unidad Nacional María Eugenia Calcina denunció ante la prensa nacional que el diputado suplente Rafael Quispe sería el propietario de varios bares, cantinas y lenocinios clandestinos en la ciudad de El Alto. En respuesta a estas acusaciones, el 9 de octubre de 2015, Rafel Quispe dijo que iniciaría un demanda penal ante el Ministerio Público de Bolivia contra la diputada María Eugenia Calcina por haber cometido los delitos de 
difamación y calumnia hacia su persona.
El 2 de junio de 2019, el concejal de la ciudad de El Alto Javier Tarqui denunció también otra vez ante la prensa nacional que el diputado suplente Rafael Quispe sería el dueño de varias cantinas, bares y lenocinios que estarían prostituyendo a varias mujeres, operando clandestinamente en El Alto. A su vez, Rafael Quispe respondió que iniciaría también una demanda penal contra el concejal alteño Javier Tarqui por haber cometido los delitos de difamación y calumnia hacia su persona.

## Cultura popular
El 23 de diciembre de 2019, Quispe, fue sorprendido por la artesana Jessica Vargas, quién le obsequió un muñeco inspirado en él, Tata Ken, un muñeco de 21 cm hecho a mano y con un singular parentesco al Tata Quispe. Dos ponchos, uno rojo y otro negro, una chaqueta de cuero, una chuspita y un chicote son los accesorios del Tata Ken.
La empresa VReality desarrolló un videojuego para celulares inspirado en la imagen del director de Quispe. “Videojuego ultracasual sin fines de lucro en homenaje a este personaje que con sus ocurrencias y bien acertados juicios lucha por la justicia en el ámbito boliviano", explica la descripción del videojuego en la Play Store.
El 7 de enero en la red social Twitter, los emojis de Quispe causaron sensación tras que una usuaria los mostrara en un post y recibiera el pedido inmediato de otros usuarios para que los compartiera. También han salido a la luz llaveros hechos a croché con la imagen de Quispe.